# Pumpkin ale

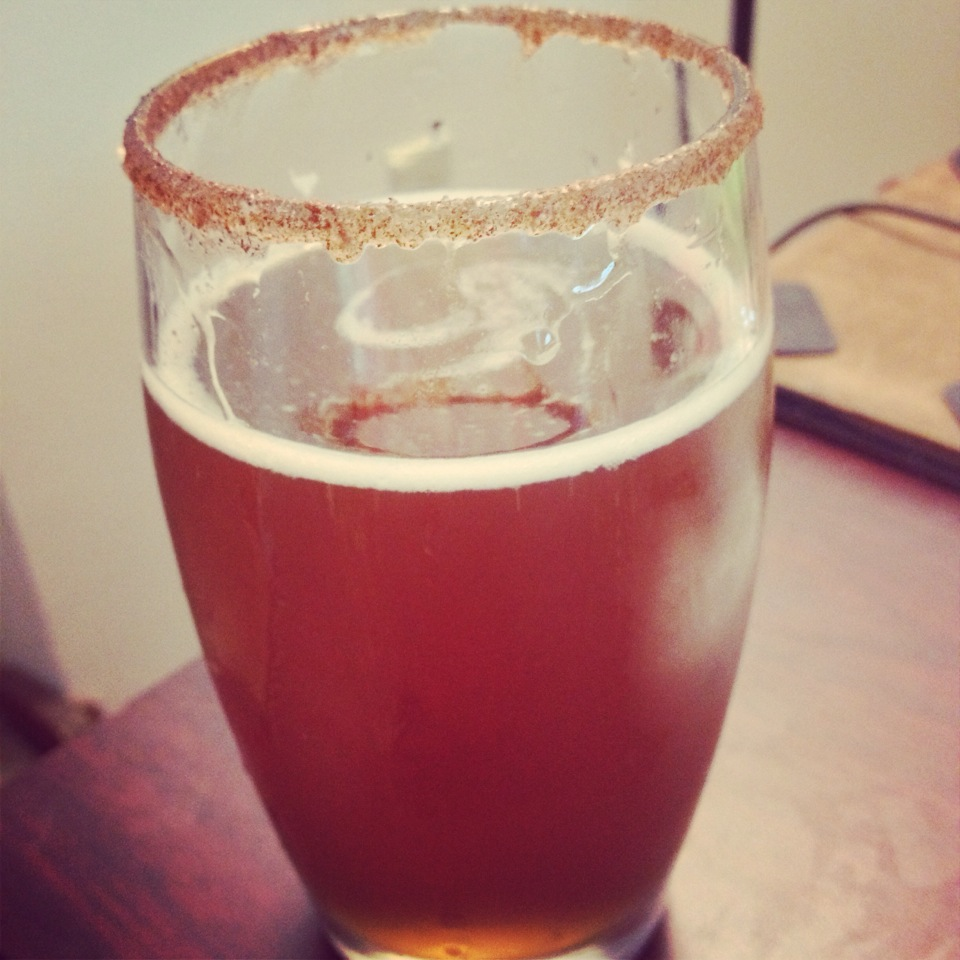
Una cerveza de calabaza con canela y azúcar en el borde de la copa.

Pumpkin ale es un popular estilo de cerveza de los Estados Unidos. Las pumpkin ale pueden producirse usando pulpa de calabaza en combinación con malta y otros cereales como una porción del macerado, contribuyendo a añadir azúcares fermentables del mosto. También puede obtenerse mediante la adición natural o artificial sabor a una cerveza acabada. Puede añadirse especias para evocar el sabor de un pastel de calabaza, postre popular invernal en Estados Unidos.
Se producen muchos estilos de pumpkin ale, incluidos pale ales, cervezas de trigo, porters y stouts. A menudo se produce como una cerveza de temporada en otoño, es producida por varias fábricas de cerveza incluyendo Sea Dog Brewery, Shipyard Brewing Company y Blue Moon.

## Historia
La elaboración de la cerveza con calabaza se remonta a antes de la fundación de los Estados Unidos. Su popularidad actual ha sido descrita como parte de una «locura por la especia de calabaza», iniciado por una erupción de los productos derivados de calabaza y aquellos que emplean pumpkin spice, tales como el Pumpkin Spice Latte.